# تشلسي والتون
تشلسي والتون (بالإنجليزية: Chelsea Walton) هي رياضياتية أمريكية، ولدت في 11 يوليو 1983 في ديترويت في الولايات المتحدة.